# ان‌جی‌سی ۱۷۳
ان‌جی‌سی ۱۷۳ (انگلیسی: NGC 173) نام یک کهکشان در صورت فلکی نهنگ است.